# Eduardo Medina Santillán
Eduardo Medina Santillán es un jugador de fútbol mexicano que jugó de defensa. Nació en la Ciudad de México el 13 de septiembre de 1972. 

## Trayectoria
Inició su carrera jugando para el Nacional Tijuana. Desde la Temporada 1992-1993 hasta la Temporada 1994-1995 jugó para los Pumas de la UNAM; de la Temporada 1995-1996 al Verano 1997 para el Club de Fútbol Atlante; del Invierno 1997 al Verano 1998 para el Puebla Fútbol Club; del Invierno 2000 al Verano 2002 para el Club Deportivo Guadalajara y del Apertura 2002 al Clausura 2004 en el Real San Luis. 

## Clubes
| Club                      | País   | Año       | PJ  | Goles |
| ------------------------- | ------ | --------- | --- | ----- |
| Nacional Tijuana          | México | 1991-1992 | 3   | 0     |
| Club Universidad Nacional | México | 1992-1995 | 101 | 2     |
| Club de Fútbol Atlante    | México | 1995-1997 | 26  | 0     |
| Puebla Fútbol Club        | México | 1997-1998 | 16  | 1     |
| Nacional Tijuana          | México | 1998-2000 | 13  | 0     |
| Guadalajara               | México | 2000-2002 | 42  | 1     |
| San Luis Fútbol Club      | México | 2002-2004 | 52  | 0     |
| Altamira Fútbol Club      | México | 2004      | 10  | 1     |

## Estadísticas

### Resumen estadístico
| Competencia                | Partidos | Goles |
| -------------------------- | -------- | ----- |
| Primera División de México | 237      | 5     |
| Liga de Ascenso de México  | 26       | 1     |
| Total                      | 265      | 6     |

- Datos: Q5819447